# Paramonoxenus
Paramonoxenus is een kevergeslacht uit de familie van de boktorren (Cerambycidae). De wetenschappelijke naam van het geslacht werd voor het eerst geldig gepubliceerd in 1970 door Breuning.

## Soorten
Paramonoxenus is monotypisch en omvat slechts de volgende soort:
- Paramonoxenus tuberculatus Breuning, 1970